# Suzuki Dzire
Der Suzuki Dzire (bis 2017 Suzuki Swift Dzire) ist ein Kleinwagen, der seit 2008 gebaut wird. In Indien wird das Fahrzeug als Maruti Suzuki angeboten. Er stellt die Stufenheck-Variante des Suzuki Swift dar. Konkurrenzmodelle des Dzire sind unter anderem der Honda Amaze, der Hyundai Xcent, der Tata Zest und der VW Ameo.

## 1. Generation (2008–2012)
Die erste Generation wurde von 2008 bis 2012 auf Basis des Swift MZ/EZ angeboten.

## 2. Generation (2012–2017)
Die zweite Generation basierte auf dem Swift FZ/NZ und wurde zwischen 2012 und 2017 gebaut. Um in Indien die Steuervergünstigung für Fahrzeuge unter vier Metern zu erhalten, wurde die zweite Generation deutlich kürzer.

## 3. Generation (2017–2024)
Auch die am 16. Mai 2017 eingeführte dritte Generation ist wieder unter vier Meter lang, um in Indien Steuervergünstigungen zu erhalten. Sie basiert auf dem Swift RZ/AZ. Der Zusatz Swift im Modellnamen entfiel bei der Einführung der neuen Generation.

### Technische Daten
Wie schon in den Vorgängermodellen ist wieder ein Ottomotor und zusätzlich für den indischen Markt ein Dieselmotor verfügbar. Im März 2022 folgte dann noch eine Version, die mit Erdgas angetrieben wird. Allradantrieb war weiterhin nur für das Schrägheckmodell erhältlich.
|                                             | 1.2 CNG               | 1.2                        | 1.2                        | 1.2 Diesel                  |
| Bauzeitraum                                 | 03/2022–11/2024       | 05/2017–11/2024            | 03/2020–11/2024            | 05/2017–03/2020             |
| Motorkenndaten                              |                       |                            |                            |                             |
| Motortyp                                    | R4-Ottomotor          | R4-Ottomotor               | R4-Ottomotor               | R4-Dieselmotor              |
| Motoraufladung                              | —                     | —                          | —                          | Turbolader                  |
| Hubraum                                     | 1197 cm³              | 1197 cm³                   | 1197 cm³                   | 1248 cm³                    |
| max. Leistung bei min−1                     | 57 kW (77 PS) / 6000  | 61 kW (83 PS) / 6000       | 66 kW (90 PS) / 6000       | 55 kW (75 PS) / 4000        |
| max. Drehmoment bei min−1                   | 99 Nm / 4300          | 113 Nm / 4200              | 113 Nm / 4400              | 190 Nm / 2000               |
| Kraftübertragung                            |                       |                            |                            |                             |
| Antrieb, serienmäßig                        | Vorderradantrieb      | Vorderradantrieb           | Vorderradantrieb           | Vorderradantrieb            |
| Antrieb, optional                           | —                     | —                          | —                          | —                           |
| Getriebe, serienmäßig                       | 5-Gang-Schaltgetriebe | 5-Gang-Schaltgetriebe      | 5-Gang-Schaltgetriebe      | 5-Gang-Schaltgetriebe       |
| Getriebe, optional                          | —                     | [6-Gang-Automatikgetriebe] | [5-Gang-Automatikgetriebe] | [6-Gang-Automatikgetriebe]  |
| Messwerte                                   |                       |                            |                            |                             |
| Höchstgeschwindigkeit                       | k. A.                 | 175 km/h [170 km/h]        | k. A.                      | k. A.                       |
| Beschleunigung, 0–100 km/h                  | k. A.                 | 11,7 s [13,2 s]            | k. A.                      | k. A.                       |
| Kraftstoffverbrauch auf 100 km (kombiniert) | k. A.                 | 4,5 l Super [4,5 l Super]  | 4,3 l Super [4,3 l Super]  | 3,5 l Diesel [4,5 l Diesel] |
| Tankinhalt                                  | 37 l                  | 37 l                       | 37 l                       | 37 l                        |

## 4. Generation (seit 2024)
Die vierte Generation der Baureihe wurde am 11. November 2024 vorgestellt. Im Gegensatz zu den Vorgängermodellen sind die Ähnlichkeiten mit dem Swift deutlich geringer.

### Technische Daten
Für die vierte Generation steht kein Dieselmotor mehr im Angebot. Es gibt einen 1,2-Liter-Ottomotor mit 60 kW (82 PS), der optional mit Erdgas betrieben werden kann.
|                                             | 1.2 CNG               | 1.2                        |
| Bauzeitraum                                 | seit 11/2024          | seit 11/2024               |
| Motorkenndaten                              |                       |                            |
| Motortyp                                    | R3-Ottomotor          | R3-Ottomotor               |
| Motoraufladung                              | —                     | —                          |
| Hubraum                                     | 1197 cm³              | 1197 cm³                   |
| max. Leistung bei min−1                     | 51 kW (69 PS) / 5700  | 60 kW (82 PS) / 5700       |
| max. Drehmoment bei min−1                   | 102 Nm / 2900         | 112 Nm / 4300              |
| Kraftübertragung                            |                       |                            |
| Antrieb, serienmäßig                        | Vorderradantrieb      | Vorderradantrieb           |
| Antrieb, optional                           | —                     | —                          |
| Getriebe, serienmäßig                       | 5-Gang-Schaltgetriebe | 5-Gang-Schaltgetriebe      |
| Getriebe, optional                          | —                     | [5-Gang-Automatikgetriebe] |
| Messwerte                                   |                       |                            |
| Höchstgeschwindigkeit                       | k. A.                 | k. A. [170 km/h]           |
| Beschleunigung, 0–100 km/h                  | k. A.                 | k. A. [15,2 s]             |
| Kraftstoffverbrauch auf 100 km (kombiniert) | k. A.                 | 4,0 l Super [3,9 l Super]  |
| Tankinhalt                                  | 37 l                  | 37 l                       |